# グループPSA
グループPSA（Groupe PSA、旧社名PSA・プジョーシトロエン、PSA Peugeot Citroën）は、かつて存在したプジョー、シトロエン、DS、オペル、ボクスホールブランドで自動車の製造・販売を行っているフランスの多国籍企業。社名のPSAは「プジョー株式会社（Peugeot Société Anonyme）」の頭文字である。2021年1月にフィアット・クライスラー・オートモービルズと経営統合し、ステランティス N.V.となった。

## 概要

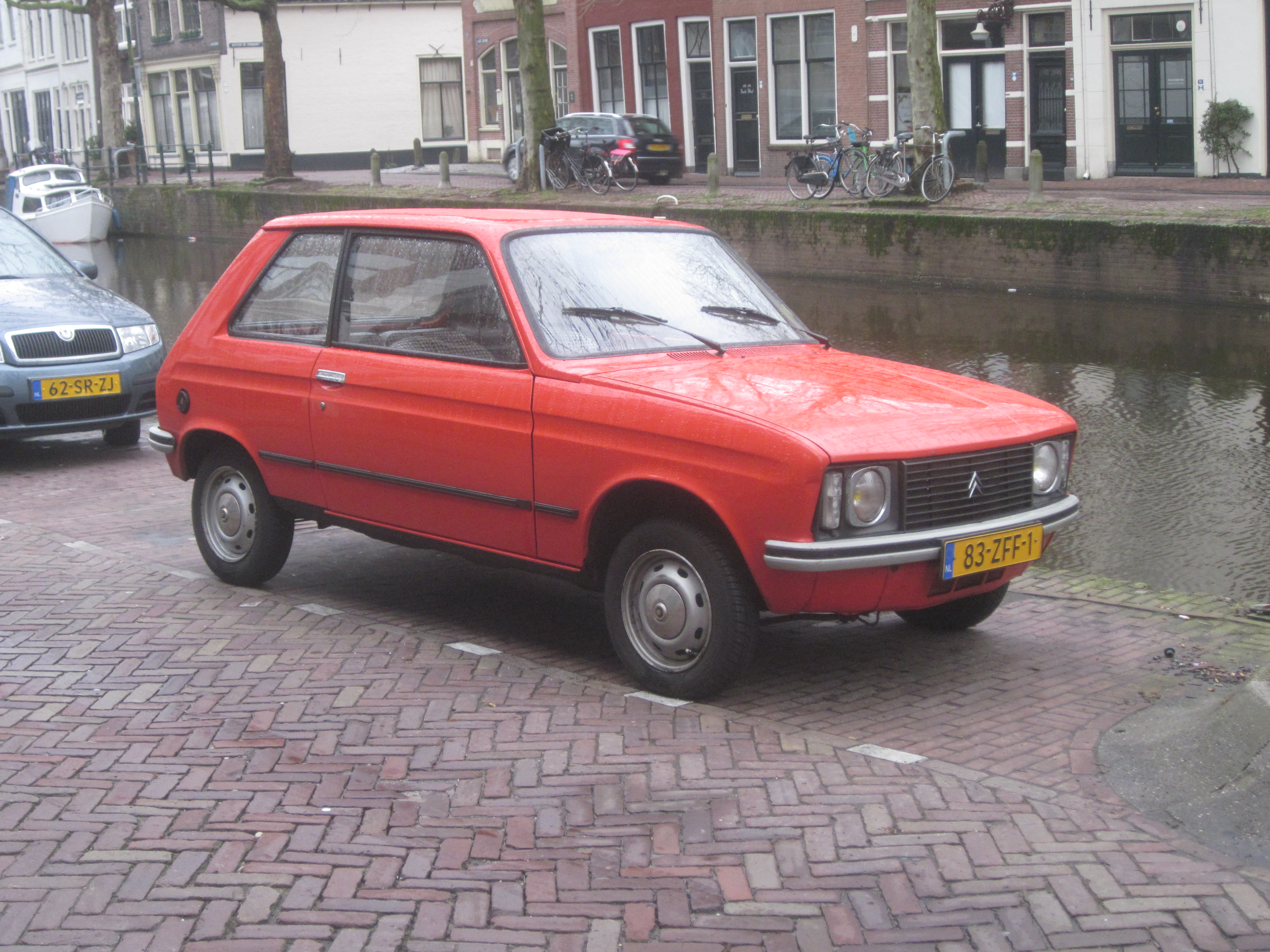
プジョーとシトロエンの提携による第一号車のシトロエン・LN

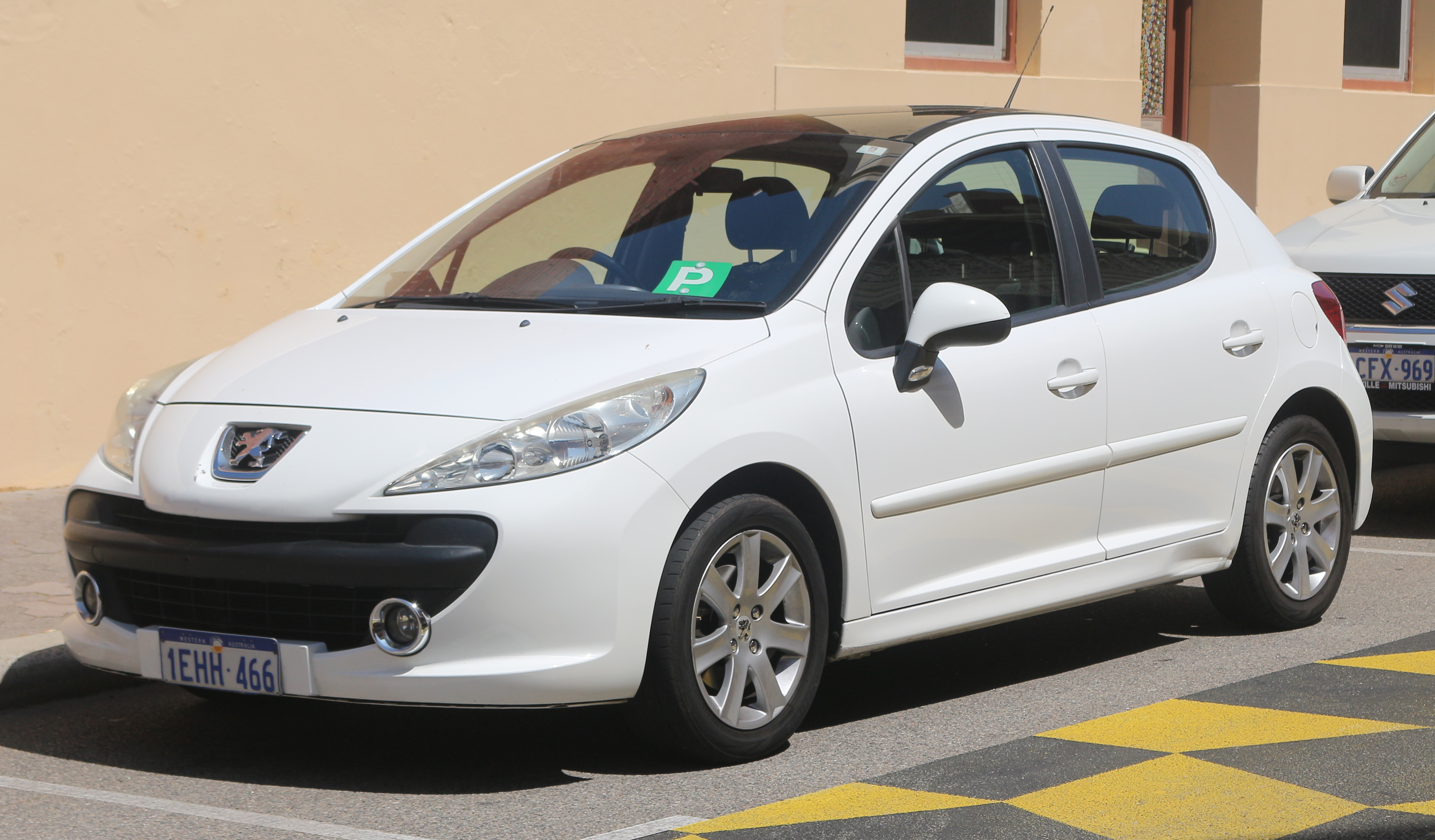
シトロエン・DS3とプラットフォームを共有するプジョー・207

1976年、経営難に陥っていたシトロエンをプジョーが傘下に収めたことで誕生。一つのグループの下に共存することにより工業的、財政的、テクノロジーなどにおいて相乗効果を生み出し成功し、現在EUの自動車メーカーグループ中第2位を占めている。ヨーロッパやアジア、オセアニア、アフリカ、中南米（含メキシコ）に輸出もしくは現地生産しているが、アメリカ合衆国及びカナダ市場はシトロエンが1985年に、プジョーは1991年に撤退した。
モータースポーツでは世界ラリー選手権 (WRC)へも両社がそれぞれ参加していたが、プジョーは2005年限りでWRCから撤退を表明した。シトロエンは2006年に一時的に活動停止したが、翌2007年より復帰した。2008年の販売台数は295万2,000台・世界市場でのシェアは5%。西欧市場では207万9,000台・シェア13.8%でVWに次ぐ規模であり、そのうちプジョーは108万4,000台、シトロエンは99万4,000台であった。
2005年からトヨタ自動車と提携して、合弁会社トヨタ・プジョー・シトロエン・オートモービルを設立。小型車の兄弟車を共同開発・生産した。2012年には小型商用車の分野でも提携を始めている。
2010年3月3日、2009年より進めていた日本の三菱自動車との資本提携を先送りする声明を発表。「現在の状況下において資本提携は適切ではない」とした。ただし「業務提携については今まで以上に拡大する」と発表した。
2012年3月1日、プジョー・シトロエンが10億ユーロの増資を行い、GMが約7%の資本を引き受けることで合意した。この資本提携で、5年以内に年約20億ドルもの相乗効果を見込んでいる。2016年頃には、同じ車体を採用した新型車の開発を予定している。
2013年11月、同年8月までルノーのCOOを務めていたカルロス・タバレスが2014年からCEOに就任することが発表される。
2014年3月26日、中国の東風汽車集団と資本提携を締結し、プジョー創業家の持株比率は東風やフランス政府と同じ13.68%になった。
2015年、シトロエンのサブブランドであったDSラインがスタンドアロンブランド「DS」として昇格。なおPSAは前年よりDS名義でフォーミュラEに第一期から参戦している。
2016年4月5日、PSA・プジョー・シトロエンからグループPSAに社名変更した。
2017年8月、ゼネラルモーターズ (GM) からの独オペルおよびその英国子会社であるボクスホールの買収を完了し、これによりPSAのヨーロッパでのシェアは16%に上昇してフォルクスワーゲン・グループに次いで2位となった。
2019年10月、フィアット・クライスラー・オートモービルズ（FCA）と経営統合することを発表し、双方の創業家と東風とフランス政府は7年間出資することで合意した。
2020年7月15日、新たな企業グループの名称を「ステランティス」（STELLANTIS）にすることを発表した。

## 事業・グループ各社
1996年5月1日現在の組織

### メカニック事業・サービス事業部
- ECIA（エシア）
- GEFCO（ジェフコ）
- プジョーシトロエン・モトール（シトロエン社メジエール工場・旧シャルルヴィル工場）
- パナール・ルバッソール
- SAMM（サム）
- PCI（ペセアイ）

#### オートモビル・プジョー
- プジョーモーターカンパニー（イギリス）
- プジョー・タルボ・エスパーニャ（スペイン）

#### オートモビル・シトロエン
- シトロエン・ヒスパニア

### 自動車事業
- 科学技術研究事業部
- 情報・コンピューターシステムテクノロジー部
- 自動車技術本部
- 生産技術・生産設備本部
- 海外事業
- モータースポーツ事業
- 購買担当会社SOGEDAC（ソジェダック）：パリ近郊のPoissyに位置する。プジョー1007等を生産するPSAの工場も隣接。

### 金融事業
- PSAファイナンスホールディング銀行
- CREDIPAR（クレディパール）
- SOFIRA（ソフィラ）
- 国外子会社
- SOCIA（ソシア）
- SPFIB（ソフィブ）
- PSAインターナショナル

### 生産拠点
2012年3月現在
- フランス
  - オルネー(Aulnay) 開設1973年 (C3)
  - ミュルーズ(Mulhouse) 開設1962年 (308、DS4、C4、206+) (かつての生産車両 106)
  - ポワシー(Poissy) 開設1938年 フォード・フランス→1954年から1978年までシムカからの承継工場。(208、C3、DS3) (かつての生産車両  207、306)
  - レンヌ(Rennes) 開設1961年 (C6、C5、407) (かつての生産車両 607)
  - セヴェル・ノール(ヴァランシエンヌ) 開設1992年 PSAとフィアットによる合弁事業により設立されたユーロバン等の生産工場。
(807、C8、エキスパート、ジャンパー、フィアット・スクード)
  - ソショー(Sochaux) 開設1912年 (308、3008、DS5) (かつての生産車両 205、306、307、405、406、605)
- スペイン
  - マドリッド(Madrid) (207、C3、C3 Pluriel)
  - ビーゴ(Vigo) 開設1958年（C4ピカソ、グランC4ピカソ、クサラ・ピカソ、ベルランゴ、パルトネール)
- ポルトガル
  - マングァルデ(Mangualde) 開設1962年 (ベルランゴ・ファースト、パルトネール・オリジン)
- イタリア
  - セヴェル 開設1978年 (フィアット・デュカト、プジョー・ボクサー、シトロエン・ディスパッチ)
- スロバキア
  - トルナヴァ(Trnava) 開設2006年 (208、C3・ピカソ)(かつての生産車両 207)
- 中華人民共和国
  - 湖北省武漢市/襄陽市 (東風神龍汽車有限公司、生産車種 ZX【現地名:富康『フ・カン』】, クサラ・ピカソ, 307サルーン)
- アルゼンチン/ブラジル
- チェコ共和国
  - コリン(Kolín) 開設2005年 (107、C1、アイゴ)
  - トヨタ・プジョー・シトロエン・オートモービル

#### かつての生産拠点
- フランス
  - ジャベル - シトロエンの発祥となった工場
- スペイン
  - ビラベルデ (205、306)
- イギリス
  - ライトン・オン・ダンズモア (309、306、206) - 旧クライスラーUK（後のタルボット）より継承